# Cinco Princípios da Coexistência Pacífica
Os Cinco Princípios da Coexistência Pacífica, também conhecidos como Tratado de Panchsheel: Não Interferência nos Assuntos Internos de Outros e Respeito pela Integridade e Soberania da Unidade Territorial uns dos Outros (em sânscrito, panch: cinco, sheel: virtudes), são um conjunto de princípios que buscam orientar a relação entre os governos de estados soberanos. Sua primeira codificação formal em forma de tratado foi em um acordo estabelecido entre a República Popular da China e a República Índia em 1954. Os princípios foram enunciados no preâmbulo do "Acordo (com troca de notas) sobre comércio e relações entre a Região do Tibete da China e a Índia", assinado em Pequim em 28 de abril de 1954.
Os Cinco Princípios, conforme declarado neste tratado, estão listados como: 
1. Respeito mútuo pela integridade e soberania territorial uns dos outros,
2. Não agressão mútua,
3. Não interferência mútua nos assuntos internos uns dos outros,
4. Igualdade e benefício mútuo, e
5. Coexistência pacífica.

O acordo  serve como uma das relações mais importantes entre a Índia e a China para promover a cooperação econômica e de segurança. Uma suposição subjacente dos Cinco Princípios era que os estados recém-independentes após a descolonização seriam capazes de desenvolver uma abordagem nova e mais baseada em princípios para as relações internacionais. Tais princípios foram enfatizados pelo primeiro-ministro da Índia, Jawaharlal Nehru, e pelo primeiro-ministro da China, Zhou Enlai, em um discurso transmitido na época da Conferência dos Primeiros Ministros da Ásia em Colombo, Sri Lanka, poucos dias após a assinatura do tratado sino-indiano. em Pequim. Nehru chegou ao ponto de afirmar: "Se esses princípios fossem reconhecidos nas relações mútuas de todos os países, então de fato dificilmente haveria algum conflito e certamente nenhuma guerra". Os cinco princípios foram posteriormente incorporados de forma modificada em uma declaração de dez princípios emitida em abril de 1955 na histórica Conferência Asiático-Africana em Bandung, na Indonésia, que fez mais do que qualquer outro encontro na formação da ideia de que os estados pós-coloniais tinham algo especial para oferecer ao mundo. 
Foi sugerido que os cinco princípios se originaram parcialmente como os cinco princípios do estado indonésio. Em junho de 1945, Sukarno, o líder nacionalista indonésio, proclamou cinco princípios gerais, ou pancasila, nos quais as futuras instituições seriam fundadas. A Indonésia se tornou independente em 1949.
Os cinco princípios adotados em Colombo e em outros lugares formaram a base do Movimento Não Alinhado, estabelecido em Belgrado, Iugoslávia em 1961.
A China enfatizou frequentemente sua estreita associação com os Cinco Princípios. Ela os apresentou, como os Cinco Princípios da Coexistência Pacífica, no início das negociações que ocorreram em Déli de dezembro de 1953 a abril de 1954 entre a Delegação do Governo da República Popular da China e a Delegação do Governo Indiano sobre as relações entre os dois países no tocante aos territórios disputados de Aksai Chin e ao que a China chama de "Tibete do Sul" e a Índia de "Arunachal Pradesh". O acordo de 29 de abril de 1954 mencionado acima estava previsto para durar oito anos. Ao seu término as relações já estavam começando a deteriorar, e a provisão para renovação do acordo não foi aceita e a guerra sino-indiana eclodiu entre os dois lados. No entanto, na década de 1970, os Cinco Princípios passaram novamente a ser vistos como importantes nas relações sino-indianas e, mais geralmente, como normas de relações entre estados. Eles se tornaram amplamente reconhecidos e aceitos em toda a região. 